# 胡栋朝
胡栋朝（1872年—1957年），字振廷，廣東省廣州府番禺縣（今海珠区琶洲街道黄埔）人，是勘测川汉铁路的第一个工程師。

## 生平
祖籍福建崇安的胡姓祖先文达公到南雄保昌当县尹，南宋时又从南雄珠玑巷迁来广州，再迁到今广东省海珠区琶洲街道黄埔。文达公十七世胡宏根生有长子胡旋泽 （页面存档备份，存于），二子胡建初。胡建初就是胡栋朝的父亲。4岁的时候父亲过世，17岁赴香港，由叔父养育，21岁就读香港英国皇仁書院。1897年，胡25岁，刚好中国第一所称为“大学堂”的高等学校天津北洋大学堂成立。该校来香港招生，正在皇仁书院读书的他入选。29岁那年，他毕业于天津北洋大学堂，取得工科学士学位，获选赴美留学，入加州大学。第四年入康奈尔大学读工程，专攻铁路桥梁，并写成《比较栓桥及钉桥之用》一书，获得土木工程硕士学位。同年还写成《中国铁路指南》一书在上海广知书局出版，受到国内外学术界的好评，引起中国有关铁路公司的注意。 胡栋朝在康奈尔大学毕业后，曾先后到编斯云利雅铁路公司练习铁路测量、美国桥梁公司练习制桥及绘图、波鲁云机车公司练习制造机车及设计机器零件图。
光绪三十二年（1906年），栋朝应四川总督锡良聘请回国兴办铁路。他是勘测川汉铁路的第一个工程师。
1906年4月30日，胡栋朝到达黄埔村时，恰巧其母逝世，在乡居丧三个月。同年7月15日在入川途中，有人劝胡先入京参加学部考试，然后再去川未晚。胡便去试一试，结果名列第九名，被赐给进士衔头。同年9月17日，胡到汉口时，家人来电报告诉他其妻病逝。在两位亲人先后去世的打击下，胡仍以事业为重，继续尽快入川。
11月，胡被正式任命为四川川汉铁路正工程师，带领助理工程师7人、委员2人、亲兵14人，测量由宜昌经夔州、万县至成都的路线。1907年4月，到达成都市，10月测量由成都经重庆至宜南的路线。
经过他的精心勘测，最后确定从宜昌北望桥起，经马难波、西河口、杨家河、马粉坪、石家坝、大峡口、香溪，绕避巫峡以达夔州为路线。然而，此时的川汉铁路公司内部意见不统一，争论不休，胡因此而辞职。
值得一提的是胡栋朝想修筑的川汉铁路，在1950年修建成的渝铁路线中就有原来川汉铁路线的一段。
光緒三十四年（1908年），胡棟朝通過學部考試，獲取工科進士。
宣統元年（1909年）選授翰林院庶吉士。
胡辞职后出国，先到日本长崎，后到海参崴，又赴瑞典。

## 中华民国大陸时期
胡回国后奉命勘查江浙、福建等地商办铁路。民国三年至六年(1914-1917)，先后担任了南京宁湘铁路工程局科长、北京铁路处处长。相继勘查了江浙铁路、海靖铁路及清徐、杭甬两线等，并绘出江浙铁路总图。
民国九年(1920)，48岁的胡栋朝任粤汉铁路督办处工程科长，亲自勘查潮汕铁路。民国十一年（1922）任广东省建设公路处工程师，对韶关至坪石公路进行测量，使第一段工程能顺利完成。 
民国十一至十六年(1922-1927)，栋朝在任广州市工务局建筑科长时，对惠爱路(今中山四、五、六路)、永汉路(今北京路)、长堤大马路等进行了全面规划设计并主持修筑。海珠区的马路，绝大部分是经他主持兴建的。民国二十一年（1932），栋朝任广东省广九铁路管理局局长。他千方百计筹资建好当时的广九车站月台。有一次，他过生日，有人送来一桶白银。他发现后，马上叫人送回去。
1945年，73岁的胡栋朝回到黄埔村，充当黄埔村小学的拳术老师。全国解放后，他继续在本村传授拳术，为黄埔村培养了一批青少年拳术尖子。

## 中华人民共和国时期
新中国成立后，胡栋朝目睹新中国建设一日千里，每天自定时间对国外有关铁路书籍进行翻译，如铁路历史、铁路起源、铁路桥梁、重力学等，准备写成书，贡献于社会。（1962年由其孙子胡仲化将他的遗稿捐献给华南工学院(现华南理工科大学)图书馆。）并曾写有《上省政府叶主席书》，提出对广东公路的修筑方案。
1950年他到广东省文物保管委员会工作。1955年回黄埔村安度晚年，于1957年病逝。
胡栋朝故居，位于海珠区琶洲街道黄埔“栋园 （页面存档备份，存于）”。 